# Let's Play Winter
«Let's Play Winter» es el sencillo debut de la cantante y anteriormente modelo japonesa hitomi, lanzado al mercado el día 21 de noviembre del año 1994 bajo el sello avex trax. 

## Detalles
El sencillo fue producido por el reconocido músico Tetsuya Komuro, que en ese momento era uno de los más codiciados dentro de la industria. Él se fijó en la modelo hitomi y se decidió a convertirla en una cantante famosa, como ya había convertido a varias jóvenes anteriormente.
Sin embargo este se puede decir que fue una de las manchas dentro de las apuestas echas por Komuro y uno de sus proyectos de lanzar lca carrera de una joven cantante, ya que fue un rotundo fracaso. El sencillo ni siquiera pudo entrar a las listas de Oricon, con ventas malísimas. La carrera de hitomi no fue conocida por ser exitosa al comienzo, sino por todo lo contrario, y un poco más de reconocimiento le llegó tiempo más tarde con el lanzamiento de su tercer sencillo al mercado.

## Canciones
1. Let’s　Play　Winter
2. PLEASURE
3. Let’s　Play　Winter (Original Karaoke)
4. PLEASURE (Original Karaoke)

- Datos: Q5970783